# Livet är underbart (bok)
Livet är underbart (engelsk titel Wonderful life) är en populärvetenskaplig bok av Stephen Jay Gould som kom ut 1989. Den är översatt till svenska av Lars Werdelin.
Livet är underbart är en populärvetenskaplig skildring av en av de mest berömda lagerstätterna, den kanadensiska Burgess Shale.